# Аспарухово (Бургасская область)
Аспарухово (болг. Аспарухово) — село в Бургасской области Болгарии. Входит в состав общины Карнобат. Находится примерно в 18 км к юго-востоку от центра города Карнобат и примерно в 29 км к западу от центра города Бургас. По данным переписи населения 2011 года, в селе  проживал 171 человек, преобладающая национальность — болгары.

## Население
| Год     | 1934 | 1946 | 1956 | 1965 | 1975 | 1985 | 1992 | 2001 | 2011 |
| ------- | ---- | ---- | ---- | ---- | ---- | ---- | ---- | ---- | ---- |
| Жителей | 1199 | 1289 | 1034 | 782  | 564  | 363  | 278  | 248  | 171  |

|  |